# The Blessing Way (The X-Files)
«The Blessing Way» es el primer episodio de la tercera temporada de la serie de televisión de ciencia ficción estadounidense The X-Files. Se estrenó en la cadena Fox el 22 de septiembre de 1995. Fue dirigido por R. W. Goodwin y escrito por el creador de la serie Chris Carter. «The Blessing Way» contó con las apariciones especiales de Floyd Red Crow Westerman, Peter Donat y Jerry Hardin, y presentó a John Neville como el Hombre de las uñas perfectas. El episodio ayudó a explorar la mitología general o la historia ficticia de The X-Files. «The Blessing Way» obtuvo una calificación Nielsen de 12,3, siendo visto por 19,94 millones de personas en su emisión inicial. El episodio recibió críticas mixtas a positivas de los críticos.
El programa se centra en los agentes especiales del FBI Fox Mulder (David Duchovny) y Dana Scully (Gillian Anderson) que trabajan en casos vinculados a lo paranormal, llamado expedientes X. En este episodio, Mulder se encuentra cerca de la muerte en una reserva navajo, y la tribu, liderada por Albert Hosteen (Westerman), lo cuida hasta que recupera la salud. Mientras tanto, Scully investiga un implante encontrado en su cuello y teme que su vida, y la de su familia, corra peligro. «The Blessing Way» es parte de una historia de tres episodios, que continúa desde el final de la segunda temporada «Anasazi», y continúa en el próximo episodio, «Paper Clip».
El creador de la serie Chris Carter, quien llamó al episodio uno de sus episodios favoritos para escribir, creó el episodio como una forma de explorar cómo reaccionaría el personaje de Fox Mulder ante la muerte de su padre. El episodio contenía varios efectos especiales elaborados; El productor de efectos Mat Beck consideró que la secuencia en la que Mulder tiene una visión de su padre y Garganta Profunda como una de las más difíciles de la temporada.

## Argumento
En Two Grey Hills, Nuevo México, Albert Hosteen (Floyd Red Crow Westerman) y su familia son golpeados por los Hombres de Negro mientras buscan el paradero de Fox Mulder (David Duchovny). Dana Scully (Gillian Anderson) es perseguida por un helicóptero negro antes de que los soldados recuperen sus copias impresas de las traducciones de Albert de la cinta digital, pero no pueden encontrar el original. Scully niega tener la cinta original y dice que está en posesión de Mulder. Al regresar a Washington, el FBI pone a Scully en licencia obligatoria y la obliga a entregar su placa y su arma. Al entrar a la oficina de Mulder, encuentra que falta la cinta.
Mientras tanto, en la ciudad de Nueva York, el fumador (William B. Davis) se presenta ante el Sindicato, quienes lo interrogan sobre el paradero de la cinta. Mulder, vivo pero gravemente herido, se encuentra enterrado debajo de unas rocas cerca del vagón enterrado. Hosteen lleva a Mulder a una cabaña de sudación navajo para curarse durante un ritual de «Blessing Way». Durante el ritual, Mulder tiene visiones fantasmales de Garganta Profunda y su padre, quienes lo instan a recuperarse y continuar su búsqueda de la verdad.
Melvin Frohike visita el apartamento de Scully y le muestra un artículo de periódico sobre el asesinato de Kenneth Soona. Cuando regresa a la sede del FBI, curiosamente el detector de metales se activa. Scully le presenta a Skinner el artículo del periódico, pensando que los datos de la muerte de Soona pueden aclarar a Mulder en el asesinato de su padre. Skinner, sin embargo, se niega a hacer ningún seguimiento al respecto. Después de que Scully se va, se revela que el fumador estaba esperando en una habitación adyacente para interrogar a Skinner sobre el intercambio. Al salir del edificio, Scully tiene una corazonada al ver el detector de metales nuevamente que la lleva a localizar metal en la parte posterior de su cuello. Scully ve a un médico, quien extrae un pequeño implante de metal.
Melissa, la hermana de Scully, la insta a ver a un hipnoterapeuta para recuperar los recuerdos perdidos de su abducción. Scully se dirige allí, pero se asusta y detiene la sesión. Al regresar a casa, Scully encuentra a Skinner saliendo de su apartamento y alejándose; luego niega estar allí. Mulder, recuperado del ritual «Blessing Way», es advertido por Hosteen de que no puede bañarse ni cambiarse de ropa durante cuatro días. Scully se dirige a Boston para asistir al funeral de Bill, donde se presenta a la madre de Mulder, Teena. En el cementerio, un miembro del sindicato conocido como el Hombre de las uñas perfectas se acerca a Scully, quien le advierte que está a punto de ser asesinada, ya sea por un par de asesinos o por alguien que ella conoce. Mulder va a Massachusetts y le pregunta a Teena sobre una foto antigua de su padre parado con los otros miembros del Sindicato frente a un edificio misterioso.
Melissa llama a Scully y le dice que vendrá. Después de recibir una llamada de alguien que cuelga de inmediato, Scully sale de su apartamento y le dice a Melissa que irá a su casa. Cuando ella se va, Skinner se detiene en su auto y le dice que necesitan hablar en privado. Melissa aparece poco después y recibe un disparo por error de Luis Cardinal, que se esconde allí con Alex Krycek. Al darse cuenta de que le dispararon a la persona equivocada, los dos huyen. Mientras tanto, después de llevar a Skinner al departamento de Mulder, Scully lo sostiene a punta de pistola, creyendo que es el traidor del que habló el Hombre de las uñas perfectas. Skinner le dice a Scully que está en posesión de la cinta digital. En ese momento, alguien sale por la puerta. Esto distrae a Scully lo suficiente como para que Skinner la apunte con su arma.

## Producción
El creador de la serie, Chris Carter, sintió que este era uno de sus episodios favoritos para escribir, ya que le resultó interesante explorar cómo reaccionaría el personaje de Fox Mulder ante la muerte de su padre. Carter había perdido recientemente a uno de sus padres cuando comenzó a trabajar en el episodio. Frank Spotnitz dijo sobre el episodio que «Las expectativas para ver cómo Mulder salía del vagón eran muy altas después de un verano de espera. Sabíamos que teníamos que responder a esa pregunta y mantener suficiente intriga al final del episodio para retener a los espectadores en la tercera y última parte. También pensé que sería una gran apuesta hacer todo el asunto mítico indio. Pensé que mucha gente no respondería necesariamente a eso. Así que estaba nervioso por eso, pero muy emocionado por la línea argumental de Scully y la forma en que todo eso se relacionaría con Mulder y Skinner». El creador de la serie Chris Carter asistió a cantos y rituales navajos para asegurarse de la precisión de los sucesos del episodio, tras ser avisado de imprecisiones en el episodio anterior por académicos navajos. Un pintor de arena fue contratado para crear las dos pinturas de arena para la secuencia del Camino bendito, que tardó en crear un día entero. Las escenas ambientadas en Nuevo México se filmaron en la misma cantera de Vancouver que se había utilizado como suplente en el episodio anterior, «Anasazi», cuyo repintado solo requirió retoques menores.
Mat Beck, el productor de efectos visuales, consideraba que la secuencia donde Fox Mulder tiene una visión de Garganta Profunda y su padre era la más difícil de la temporada. Al final del episodio se lee «In Memoriam, Larry Wells, 1946-1995». Wells era un diseñador de vestuario del programa. Mark Snow cambió levemente la melodía de piano del tema musical de apertura (y su correspondiente tema acortado en los créditos) respecto al de las primeras dos temporadas en este episodio. La música se mantuvo sin cambios durante varios años. El título del episodio se refiere a la ceremonia del pueblo navajo denominada Camino bendito. Este es el primer episodio en el que Mitch Pileggi aparece en los créditos cómo coprotagonista en los créditos de apertura.

## Recepción

### Audiencia
«The Blessing Way» se estrenó en la cadena Fox el 22 de septiembre de 1995. El episodio obtuvo una calificación Nielsen de 12,3 con una participación de 22, lo que significa que aproximadamente el 12,3 por ciento de todos los hogares equipados con televisión y el 22 por ciento de los hogares que miraban televisión sintonizaron el episodio. Un total de 19,94 millones de espectadores vieron este episodio durante su emisión original, lo que lo convierte en el episodio más visto de la tercera temporada.

### Reseñas
«The Blessing Way» recibió críticas mixtas de los críticos. El episodio, junto con las otras dos partes del arco de la historia, fueron catalogados simultáneamente como el segundo mejor episodio de la serie por Nina Sordi de Den of Geek. Sordi señaló que la trama «sentó las bases para el arco de la mitología para el resto de la serie», y agregó que «trajo mucha más importancia a lo que está por venir». John Keegan, escribiendo para Critical Myth, le dio al episodio una crítica muy positiva y lo calificó con un 10 sobre 10. Keegan lo describió como el «contrapunto perfecto para “Anasazi”» y un «comienzo sólido para la tercera temporada». Otras críticas fueron más mixtas. En un resumen de la tercera temporada en Entertainment Weekly, «The Blessing Way» obtuvo una B+. El episodio fue ridiculizado por su «secuencia de sueño cursi y tonterías cósmicas de alto vuelo», aunque la introducción del Hombre de las uñas perfectas y la interpretación de Mitch Pileggi de Walter Skinner se consideraron aspectos destacados. Escribiendo para The A.V. Club, Emily VanDerWerff criticó la «basura pseudo-mística» del episodio, calificando el episodio con una B-. Sintió que el final en suspenso del episodio anterior «Anasazi», la aparente muerte de Mulder, se manejó mal y que el personaje de Albert Hosteen fue quizás el peor de la serie. Sin embargo, la introducción de hilos argumentales como el implante de Scully y los híbridos humano-extraterrextres se consideraron factores positivos.
David Duchovny quedó de alguna forma decepcionado con el episodio, esperando haber tenido la oportunidad de hacer más en un episodio que para él representaba más un viaje simbólico que uno real. El actor dijo «Me gusta la psicología, y me gusta pensar que fui dentro del episodio como espectador. Como actor, sentí que una oportunidad pasó de largo. Si tuviera que hacer un episodio de nuevo, sería éste». En 1995, el actor describió al episodio como la mayor oportunidad perdida que tuvieron. Chris Carter no estaba de acuerdo, afirmando que ese fue el papel apropiado para Fox Mulder en el episodio y que el peso dramático del episodio tuvo que ser desplazado de Mulder a Dana Scully.